# メディケア (アメリカ合衆国)
アメリカ合衆国におけるメディケア（英: Medicare）とは、高齢者および障害者向け公的医療保険制度であり、連邦政府が管轄している社会保障プログラムである。
原則として、アメリカ合衆国に合法的に5年以上居住している65歳以上のすべての人が給付の対象となる。65歳未満でも、障害があり社会保障障害年金（Social Security Disability Insurance, SSDI）を受給している人も、対象となる可能性がある。

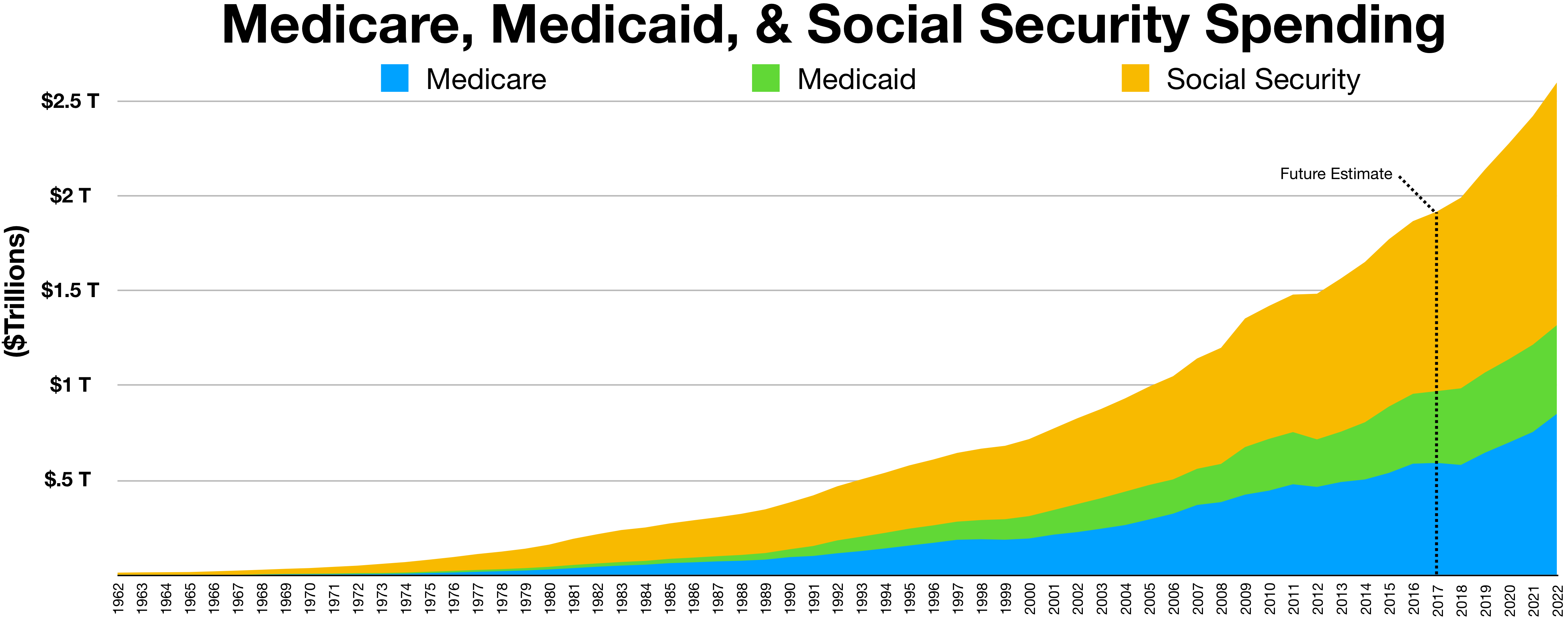
メディケア、メディケイド、ソーシャルセキュリティの支出推移

## 沿革
1965年にメディケイドと共に創設された。当初はパートAとパートBのみであった。1972年の改正により、対象を2年以上の失業者及び腎臓透析や移植を必要とする人に拡大した。
1997年の1997年財政均衡法においてメディケア＋チョイスが導入され、民間保険の役割拡大とメディケアの支出抑制が図られた。しかし期待した成果は上がらず、2003年のメディケア処方薬剤改善・近代化法によりメディケア＋チョイスを改革してメディケア・アドバンテージとし、またメディケア・パートDが導入された。
オバマケア施行により、診療報酬は包括払い制度に変更された。

## 給付サービス

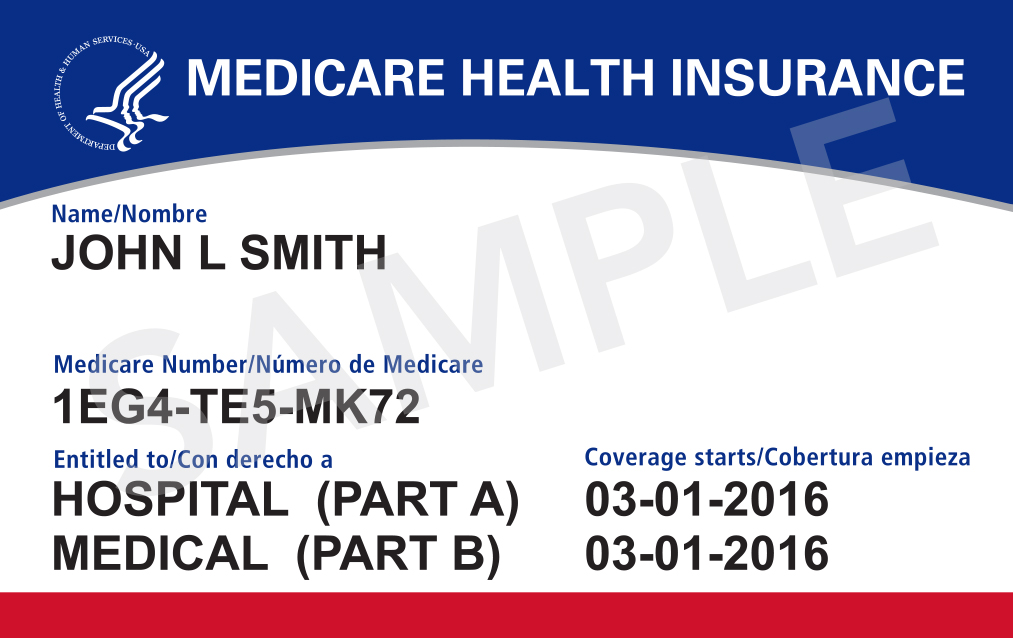
メディケアカードの例。基本保険（パートA）と補完保険（パートB）に分かれて記載されている。

詳細はメディケアの資料などを参照。
メディケアの利用者は、通常以下の二つの選択肢から自分にふさわしいプランを選ばなければならない。
- パートA + パートB：基本的なプランで、全てのメディケア加入の国内医療機関で使えるが、保障内容が限定的で、例えば以下の項目は対象外。
  - 処方箋薬（パートDで保障）
  - 自己負担分や国外での緊急医療、輸血（年間3単位を超える有償血液）など（メディケア補充保険、Medicare Supplement Insuranceまたは「メディギャップ（Medigap）」と呼ばれるメディケアから認可された民間医療保険会社の提供する保険で保障）
- パートCのみ：現役時代の通常の民間健康保険とほとんど同じ形態をとり、パートAとパートBに該当する医療サービスは全て保障され、ほとんどのプランではパートD（処方箋薬）が含まれ、プランによっては歯科や聴力障害なども保障するが、パートBの保険料に加えて追加の保険料も負担しなければならない。また保障される医療機関がプランにより異なる。
  - HMO（Health Maintenance Organization）：プランと契約した医療機関の提供するサービスのみ保障。必ずプライマリケア医を選任し、専門医にかかるためにはプライマリケア医の紹介状が必要。
  - PPO（Preferred Provider Organization）：原則どこの医療機関でも使え、プランと契約していない医療機関の提供するサービスも保障するが契約医療機関に比べて割高（患者は一旦契約外医療機関の言い値を自己負担し、プランからは契約医療機関に認める割引報酬のパーセンテージが払い戻される。例えば医療機関が示すサービスの値段が$2,000の場合、プランの契約割引報酬額が$800とすると、その医療機関が契約機関なら患者の自己負担は$800の20%すなわち$160で医療機関には$800が支払われるが、契約外機関ならプランの支払いは$800の70%の$560なので、結果的に患者の自己負担額は$1,440（$2,000-$560）になる）。プライマリケア医や紹介状は不要。
  - PFFS（Private Fee-for-Service）：（省略）
  - SNP（Special Needs Plan）：（省略）

メディケアの加入者は毎年10月15日～12月7日の間、パートA + パートB、とパートC、パートC内の異なるプラン相互、などの間で自由に加入プランの変更ができる（新プランの保障開始は翌年元旦）が、それ以外の期間は原則変更できない

### パートA
メディケア・パートA（Medicare Part A）は入院保険（Hospital Insurance, HI）で、半個室、食事、検査の費用を保障するほか、ホスピス、在宅医療なども対象。強制加入。
全額給付ではなく、以下の自己負担分がある。
- 入院期間1～60日：最高$1,184
- 入院期間61～90日：当該期間中一日あたり最高$296
- 入院期間91～150日：当該期間中一日あたり最高$592
- 入院期間150日を超える分：全額自己負担

財源はメディケア税（現在給与支給額または自営収入の2.9%。給与所得者は会社と折半）で、加入者本人または配偶者が40四半期以上メディケア税を納税すると無償の加入資格を得る。メディケア税の納税期間が40四半期に満たない場合は、毎月の保険料（現在、$248―納税期間30-39四半期、$441―納税期間30四半期未満）を支払わなければならない。有償パートAの加入資格があってもパートAに加入していないと、後日加入したときに、加入を怠っていた期間の2倍の期間、毎月の保険料に10%が罰金として加算される（収入状況などによっては免除）。例えば、加入資格が生じてから2年遅れて加入すると、罰金として保険料が4年間10%増しになる。

### パートB
メディケア・パートB（Medicare Part B）は補充的医療保険（Supplementary Medical Insurance, SMI）で、主に医師報酬や外来診療、在宅治療、医療用具などの費用を保障する。半強制加入。本人もしくは配偶者が勤務先のグループ医療保険に加入していれば通常は加入しなくてもよいいが、そのような保険がなくかつパートBの加入資格があってパートBに加入していないと、後日加入したときに、加入を怠っていた期間（12ヶ月単位で切り捨て）に10%を乗じた割合が毎月の保険料（現在$104.90）に加入を継続する限り罰金として加算される（収入状況などによっては免除）。例えば、加入資格が生じてから2年半遅れて加入すると、罰金として保険料が生涯20%増しになる。
年間免責分$140を超える分について、メディケア承認金額の20%を自己負担。ただし検査費用（自己負担なし）、外来精神ケア（45%自己負担）の例外がある。

### パートC
メディケア・アドバンテージ（Medicare Advantage）は、メディケアから認可された民間医療保険会社が運営するマネージド・ケア型の保険で任意加入。しばしば「メディケア＋チョイス」（Medicare+Choice）や「メディケア・パートC」（Medicare Part C）と呼ばれる。1997年に導入された。パートAとパートBのサービスを含み、さらに通常はパートDのサービスも含む。

### パートD
メディケア・パートD（Part D）は、処方箋薬剤給付保険（Prescription Drug Coverage）で、医師から処方される薬剤の費用を保障する。任意加入。2003年に導入。パートDの加入資格があるにもかかわらず加入しないと、後日加入したときに、過去に加入を怠っていた期間についてその年度の「全国平均保険料」（現在$31.17）の1%に未加入月数を乗じた金額が加入を継続する限り毎月の保険料に罰金として加算される（収入状況などによっては免除）。
財源は加入者からの保険料と連邦政府が一般会計から拠出する国費（パートBと同じ）だが、運営はメディケアから認可された民間医療保険会社。

## 財政
メディケアは複数の財源により運営されている。
Part Aの大部分は雇用者への給与税（2.9%）を原資としており、雇用者と雇用主で1.45%ずつ折半する。1993年末までメディケア税は年間の賦課上限額が設定されていた（ソーシャルセキュリティ税も同様の制度）が、1994年よりこの賦課上限制度は撤廃された。自営業者では収入に対し2.9%の税を支払う必要がある（雇用者と雇用主の二つ分）。だが所得税の計算時には、メディケア税については控除対象となる。
2013年より、Part Aの2.9%の課税は、個人の場合は収入$200,000、夫婦の場合合算して$250,000の所に適用し、それを超える部分には3.8%の課税を行うようになった。これはPatient Protection and Affordable Care Act（PPCAC、オバマケア）制度への補助金の原資となる。
Part BとDは、加入者の保険料と政府一般歳出を原資としている。2006年より、Part Bでは高所得の高齢者には追加保険料が課税され、part Dの原資となる。2010年には、オバマケア成立によりpart Dの高所得高齢者には追加保険料が課税され、かつpart Bの追加保険料も二倍となり、これらはオバマケア制度の原資となる。
2011年では、メディケア歳出は連邦予算の約15%ほどを占め、2020年には約17%まで上昇すると予想されている。

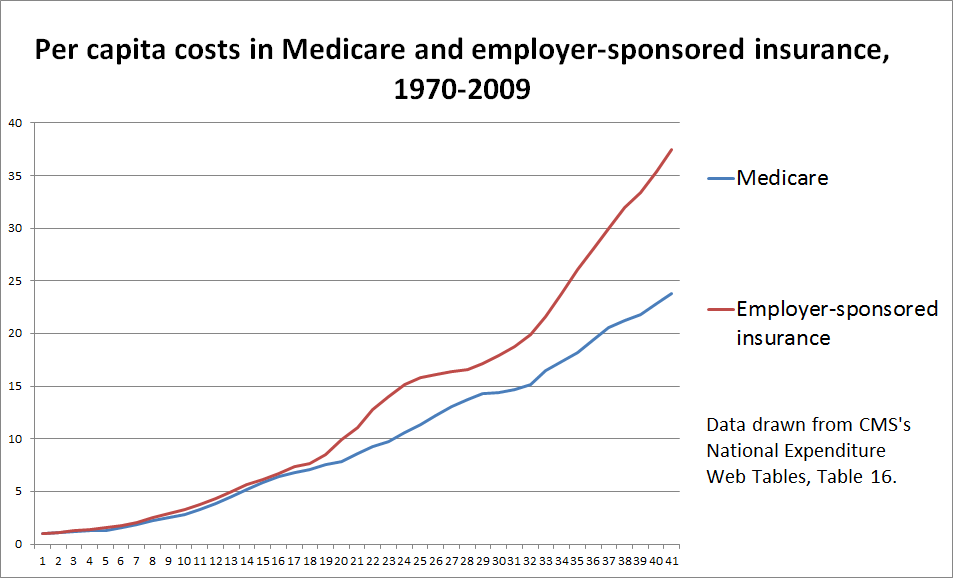
赤線は雇用主が一部または全部負担する民間保険の支出伸び、青線はメディケアの支出伸び

## 2020年大統領選挙に向けた民主党内の論争
2020年アメリカ合衆国大統領選挙に向けた民主党候補者であるバーニー・サンダースは、国民全員を対象とする無料の医療保険制度「Medicare for All」の導入を主張して注目を集めた。2019年7月に行われた候補者同士の討論会では、ティム・ライアン下院議員とジョン・ディレイニー前下院議員が、雇用を通じた健康保険がなくなれば労働者階級の国民に悪影響が出ると指摘したが、サンダースはアメリカ国内の健康産業が何億ドルもの利益を上げている一方で、何百万人ものアメリカ人が十分な保険に入っていないと主張した。